# ヴァイオリンソナタ (ヤナーチェク)
ヴァイオリン・ソナタは、レオシュ・ヤナーチェクが作曲した中で唯一の完成したヴァイオリンソナタ。ヤナーチェクの現存するヴァイオリン曲はほかに、未完に終わった協奏曲『魂のさすらい』と、それより半世紀前の、ピアノ伴奏による初期の習作『ロマンス』と『ドゥムカ』だけである。

## 概要
1914年頃に作曲されたが、1912年説、1913年説もある。ヤナーチェクは1880年にライプツィヒ音楽院において、その後はウィーンにおいてヴァイオリン・ソナタの作曲を試みているが、いずれも現存しない。作曲は、学生時代から30年ぶりの試みになるとともに、同時期の『ピアノ三重奏曲』（1908年、おそらく破毀）やチェロとピアノのための『おとぎ話』（1910年）とともに、室内楽に対するヤナーチェクの興味が強まってきたことを物語っている。また、第一次世界大戦の勃発と同時期の作品であり、一説によれば、汎スラヴ主義を信奉するヤナーチェクが、ロシア軍によってチェコスロバキアの人民がオーストリア＝ハンガリー帝国から救済されるのではないかとの希望をこめて作曲したとも言われる。ヤナーチェクは「1914年のヴァイオリン・ソナタによって、自分の混乱した頭の中で鋼鉄のぶつかり合う音がひたすらに聞こえた」と回想したという。
その後、数々の改訂を経て、1922年の中頃にプラハで出版された。初演は同年4月24日に、ブルノの新人作曲家同好会によって主宰された新モラヴィア音楽演奏会において、フランティシェク・クドラーチェクのヴァイオリンとヤロスラフ・クヴァピルのピアノによって行われた。国外初演は、1923年にフランクフルト・アム・マインにおいてパウル・ヒンデミットのヴァイオリンによって実現された。

## 構成
変イ短調を主調とする。きわめて民族色の濃厚な旋律や強烈な感情表現、フラットの多い調性への好み、特徴ある音型を執拗に繰り返す傾向ソナタと言いながら古典的な形式感を放棄しようとする独立独歩の志向など、ヤナーチェクの成熟期の訪れを告げる器楽曲となっている。
以下の4楽章から成る。
- 第1楽章　コン・モート
- 第2楽章　バッラーダ コン・モート
- 第3楽章　アレグレット
- 第4楽章　アダージョ

## 参考資料
- Janáček, Leoš: Skladby pro housle a klavír. Urtext. Score and parts. Editio Bärenreiter Praha 2007. BA 9508